# Wappen Sachsen-Anhalts
Das Wappen Sachsen-Anhalts ist neben der Landesflagge, der Landesdienstflagge und dem Landessiegel eines der Hoheitszeichen des Landes Sachsen-Anhalt. Es wurde durch das Gesetz über Wappen, Flaggen und Siegel am 29. Januar 1991 eingeführt.

## Wappenbeschreibung
Die amtliche Beschreibung des Wappens lautet:

„Das Landeswappen zeigt im geteilten Schild, oben neunmal geteilt, die Farben gold über schwarz, schrägrechts belegt mit einem grünen Rautenkranz sowie links – in Höhe der oberen fünf Teilungen – im silbernen Freifeld einen schwarzen Adler mit goldener Bewehrung und roter Zunge. Das untere Feld zeigt in Silber einen schreitenden schwarzen Bären auf einer schwarzgefugten roten Zinnenmauer mit offenem Tor.“

Auch wenn das oben genannte Gesetz in der Zwischenzeit durch das Hoheitszeichengesetz vom 2. Juni 1998 abgelöst wurde, gilt diese Beschreibung unverändert fort.

## Bedeutung
Das Wappen zeigt im oberen Feld den sächsischen Rautenkranz, im linken oberen Freifeld (aus Sicht des Betrachters rechts) den preußischen Adler, der die ehemalige preußische Provinz Sachsen symbolisiert. Im unteren Feld findet man den schreitenden askanischen Bären auf einer Mauer als Symbol des früheren Freistaates Anhalt.

Adler für Preußen
Rautenkranz für Sachsen
Bär für Anhalt

## Geschichte
Von 1948 bis zu seiner Auflösung 1952 zeigt das Wappen der Provinz Sachsen-Anhalt den sächsischen Schild, versehen mit Ähren (Landwirtschaft) und Schlägel und Eisen (Bergbau). In diesem Wappen und im früheren Wappen der preußischen Provinz Sachsen ist der oberste Querbalken schwarz, in einem späteren Wappen der preußischen Provinz Sachsen ist der oberste Querbalken golden.

Frühes Wappen der preußischen Provinz Sachsen
Wappen der preußischen Provinz Sachsen ab 1918
Wappen des Herzogtums Anhalt
Wappen des Freistaats Anhalt
Wappen des Landes Sachsen-Anhalt 1948–1952

Nach der Neugründung des Landes Sachsen-Anhalt 1990 wurde ein neues Landeswappen entworfen. Es zeigt den Wappenschild der preußischen Provinz Sachsen in der Version mit einem goldenen obersten Querbalken mit sächsischem Rautenkranz sowie dem (ungekrönten) preußischen Adler im oberen (heraldisch) linken Eck. Das sachsen-anhaltische Wappen ist somit das einzige Wappen eines deutschen Landes, das einen direkten Bezug zu Preußen enthält. Zusätzlich findet sich das Wappensymbol des Bären auf einer Mauer als Zeichen des früheren Fürstentums Anhalt-Bernburg bzw. des Freistaats Anhalt am Schildfuß wieder.

## Landessymbol

Landessymbol

Da das Landeswappen nur mit Genehmigung und nur von offiziellen Stellen verwendet werden darf, hat die Landesregierung ein frei verwendbares Landessymbol entworfen. Es stellt das Wappen in vereinfachter Form dar. Auf die schwarz-gelbe Streifung hinter dem Rautenkranz wird verzichtet. Der Hintergrund hier wird weiß dargestellt, der Rautenkranz ragt in den unteren Wappenteil mit dem Bären hinein. Auf eine Abgrenzung zwischen oberem und unterem Feld sowie auf eine Abgrenzung des Feldes des preußischen Adlers wird ebenso verzichtet. Hinterlegt wird das Wappenzeichen von den Landesfarben.
Seit der Neufassung des Hoheitszeichengesetzes Sachsen-Anhalt – HzG LSA vom 27. April 2017 ist die Verwendung des Wappens nach §2 weiterhin eingeschränkt. Allerdings beschreibt der §3 die Landesflagge nun mit Wappen. Dies war bis dahin die Landesdienstflagge und ebenfalls nur Behörden vorbehalten. Die Landesflagge ist laut §3 laut HzG LSA vom 27. April 2017 jedermann gestattet.

## Siehe auch

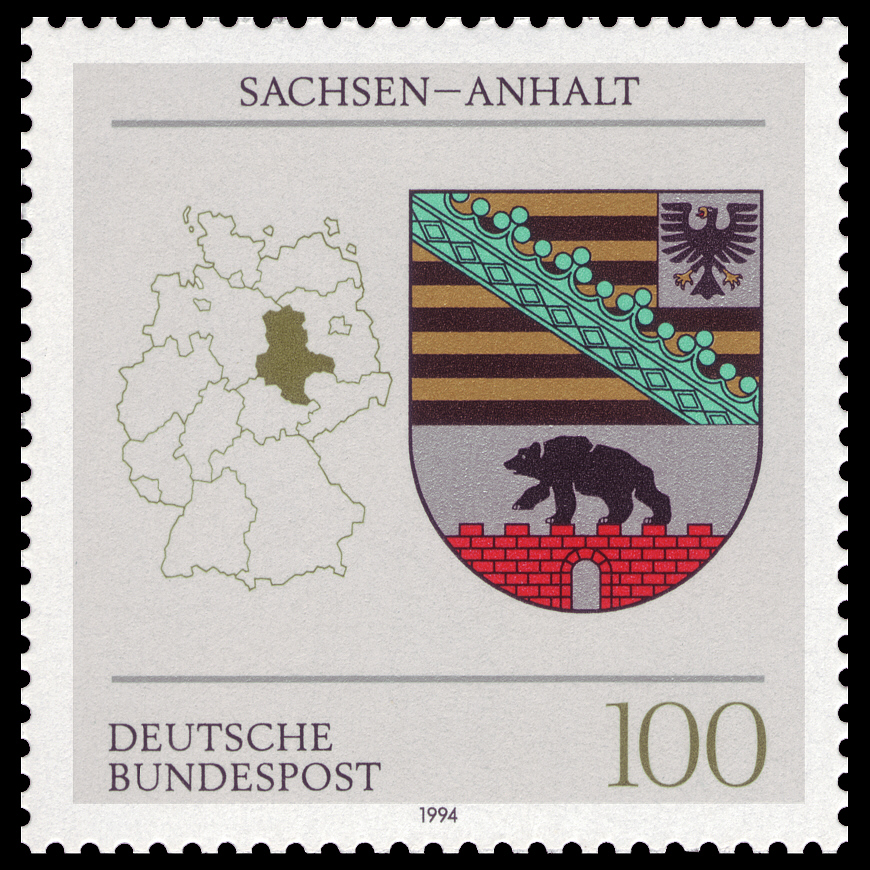
Briefmarke von 1994 aus der Serie: Wappen der Länder der Bundesrepublik Deutschland